# Маньчжурська держава

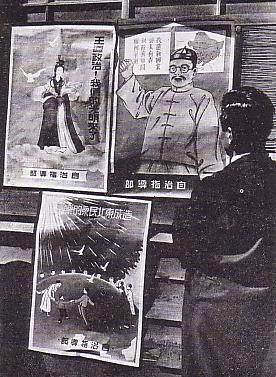
Японський пропагандистський ультранаціоналістичний плакат

Маньчжурська держава (кит.: 満洲国; кит. трад.: 滿洲國; піньїнь: Mǎnzhōu Guó; 1932–1945) — держава на території Маньчжурії в період між Першою і Другою світовими війнами. Мала спільні кордони з Республікою Китай, Монгольською Народною Республікою, Менцзяном, СРСР та Японською імперією. Постала внаслідок конфлікту Японської імперії з Республікою Китай. Керувалася імператором Пуї, останнім імператором з манчжурської династії Цін. Перебувала у військовому союзі з Японською імперією. Була визнана Японською імперією, Сальвадором, Таїландом, Бірмою, Філіппінами, китайськими і монгольськими урядами, що підпорядковувалися Японії, Тимчасовим індійським урядом, Третім Рейхом, Королівством Італія, Іспанською Державою, Ватиканом, Польською республікою, Незалежною Державою Хорватія, Угорським королівством, Румунським королівством, Болгарським царством, Фінляндією, СРСР і Данією. Ліквідована після поразки Японської імперії у Другій світовій війні.
Також відома під назвами Маньчжоу-го, Маньчжурська імперія або Маньчжурія. В історіографії країн, що належали до антигітлерівської коаліції, тенденційно визначається як «маріонеткова держава» Японської імперії.

## Історія

### Виникнення та становлення

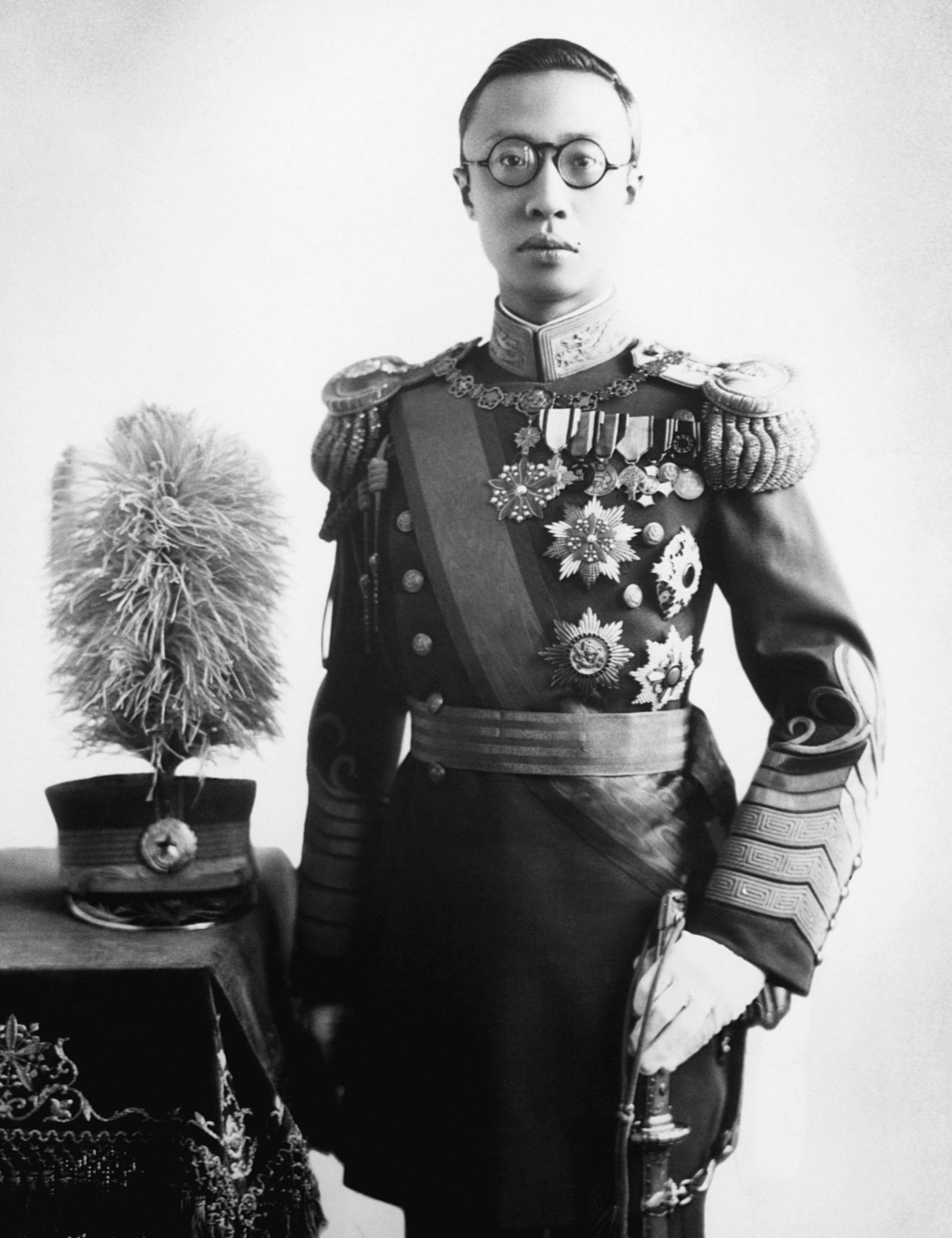
Імператор Маньчжурії Пуї

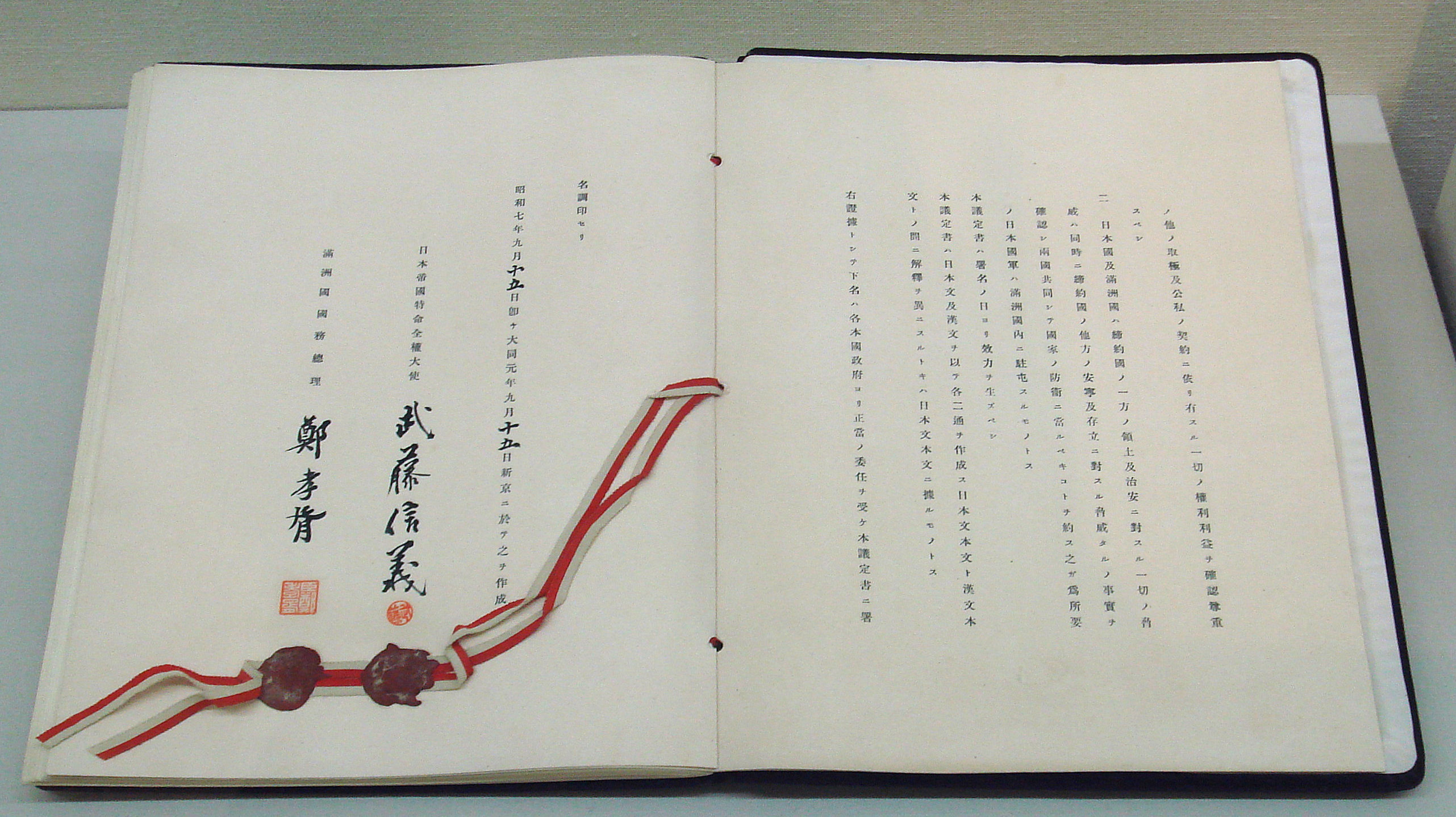
Японсько-маньчжурська угода від 15 вересня 1932

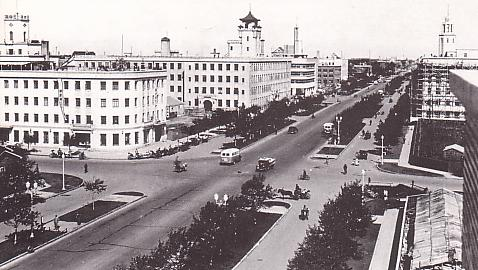
Вулиця Датонг, Сіньцзін (1939)

У 1931 році внаслідок Маньчжурського інциденту (18 вересня) японська армія захопила Маньчжурію на північному сході Республіки Китай. Для Республіки Китай втрата Маньчжурії була тяжкою, адже на її теренах знаходилося майже 35 % вугілля країни, 40-50 % нафти і майже 80 % покладів залізної руди, а також 40 % лісових ресурсів. За площею Маньчжурія становила 11 % від загальної площі Республіки.
29 лютого 1932 в Мукдені було скликано Всеманчжурське зібрання, на якому 1 березня оголосили про створення Маньчжурської держави. У березні 1932 Квантунська армія Японської імперії отримала право контролювати всі шляхи комунікації новоствореної держави за умови побудови нових. 15 вересня 1932 між Маньчжурською державою і Японською імперією було укладено угоду, в першому пункті якої зазначалося, що офіційно Японія має особливі права і привілеї на території Маньчжурії. Другий пункт угоди передбачав перебування Квантунської армії на території Маньчжурської держави та робив її відповідальною за оборону нової країни.
Восени 1931 головою Маньчжурської держави було обрано останнього імператора з маньчжурської династії Цін, двадцятип'ятирічного Пуї. Він перебував під контролем Квантунської армії і не мав реальної влади (при цьому бувши навіть позбавленим права самому вирішувати, коли й куди піти на прогулянку). Навіть незначні рішення приймалися в штабі японської армії, а розмови Пуї з міністрами, що призначалися японцями, обмежувалися лише церемоніями прийому та вручення подарунків. Пуї сподівався, що поступово йому вдасться досягти більшої самостійності і в майбутньому він матиме змогу впливати на процеси розвитку власної держави.
Уряд Японської імперії не мав розгорнутої інформації стосовно перебігу військових дій та намірів Квантунської армії. Японська цивільна влада опинилася у делікатній та дуже незручній ситуації. Але частина політиків була вражена блискавичними перемогами армії, а окуповані території, багаті на сировину та родючі землі, були вартими клопоту, з яким Японська імперія мусила зіткнутися у стосунках з іншими державами та на зібраннях Ліги Націй.
У 1934 Маньчжурська держава стала монархією. Але це мало що змінило — Пуї так і залишався знаряддям в руках командування Квантунської армії. Японські офіцери та урядники ретельно контролювали всю державу. Керуючись власними інтересами, японці використовували населення та ресурси Маньчжурії для зміцнення господарського комплексу держави та перетворювали її територію на плацдарм для подальших військових походів на Республіку Китай і агресії проти Монгольської народної республіки й СРСР. Японці модернізовували та швидкими темпами будували нові залізничні шляхи та шосе, інвестували у копальні та галузі промисловості, насамперед розвивали металургійну промисловість та військово-промисловий комплекс.[1]

### Занепад
8 серпня 1945 СРСР оголосив війну Японській імперії відповідно до угоди, прийнятої на Ялтинській конференції. Радянські війська вторглися на територію Маньчжурської держави з території МНР, здійснюючи операцію «Шторм». Імператор Пуї був захоплений радянськими військами та виданий комуністичному уряду Китаю, після чого його заарештували як військового злочинця разом з усіма іншими чиновниками Маньчжурії.

## Адміністративно-територіальний та політичний устрій

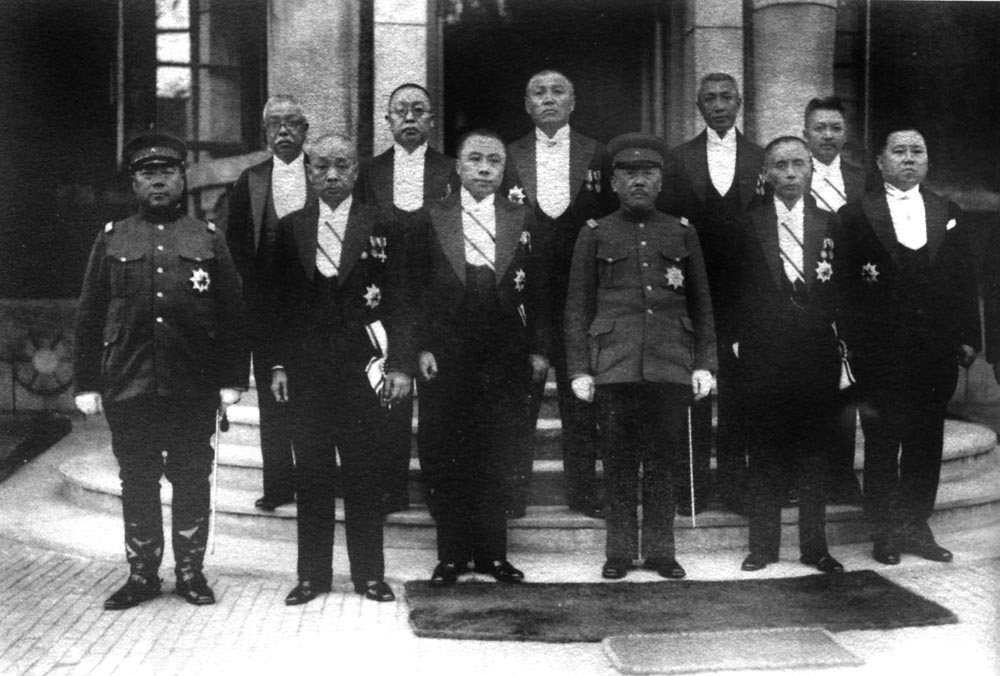
Міністри уряду Маньчжурської держави

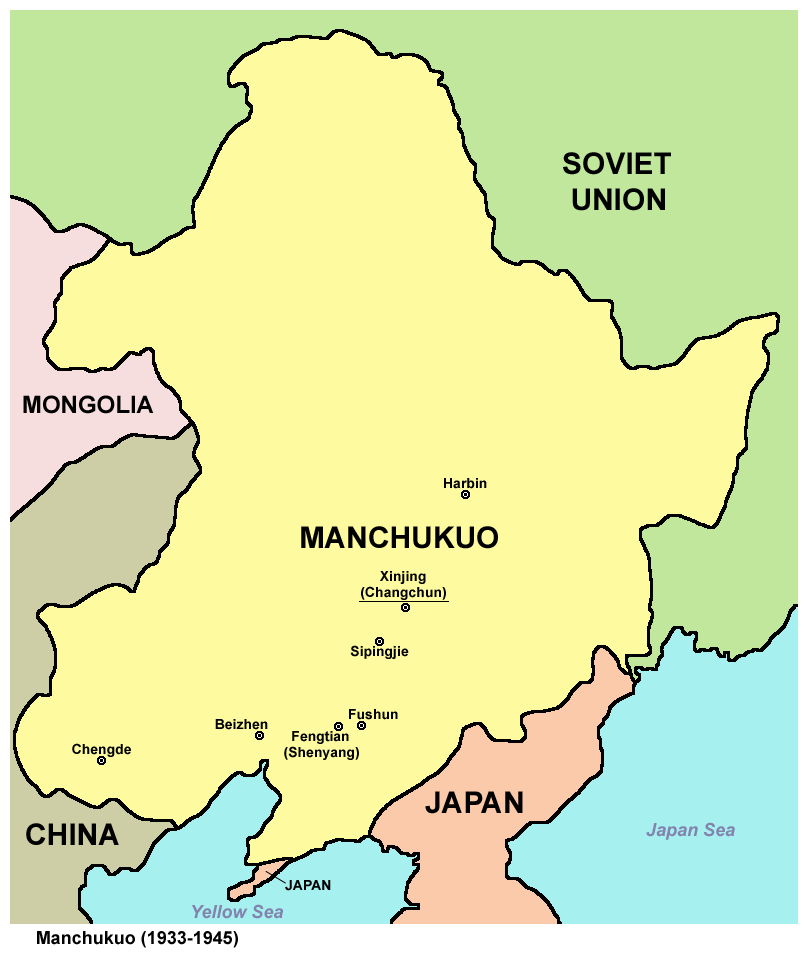

Адміністративно Маньчжоу-го поділялася на анто — давня маньчжурська адміністративно-територіальна одиниця, що є аналогічною провінції; анто, в свою чергу, поділялася на префектури. У 1932 Маньчжурська держава складалася з п'яти анто, як під час правління династії Цін. У 1941 проведено адміністративну реформу, внаслідок якої кількість анто була збільшена до дев'ятнадцяти. Також у складі Маньчжурії існував особливий район Пеймань та два особливих міста — Чанчунь, або Сінцзін (столиця держави) та Харбін. Пеймань мав статус особливого району з 1 липня 1933 по 1 січня 1936, а Харбін з часом увійшов до складу провінції Біньцзян.
На території Маньчжурії вся повнота влади формально належала Пуї, крім цього він як Верховний правитель обіймав посаду головнокомандувача збройних сил країни. Уряд Маньчжурії, Державна рада, складався з міністрів, яких призначав особисто Пуї після ухвалення їх кандидатур японцями. Реальна влада, однак, перебувала у руках надзвичайного та повноважного посла Японії у Маньчжурській державі та Головнокомандувача Квантунської армії за сумісництвом, якому підпорядковувалися всі японські офіцери-радники в армії Маньчжурії, а також усі японці, що займали будь-які посади в апараті уряду та місцевих провінційних органів влади. Департамент «спільних справ», створений при посольстві Японської імперії у Маньчжурії як координуючий орган та очолюваний японцями, контролював діяльність всіх міністрів та голів департаментів уряду, начальник цього департаменту організовував координаційні наради віце-міністрів, на яких розглядалися проєкти законів та постанов, які згодом формально ухвалювалися Державною радою Маньчжурської держави.

## Зовнішня політика
У зовнішній політиці Японської імперії та відповідно Маньчжурської держави антирадянський і антимонгольський вектори мали головне значення — після окупації Маньчжурії розпочалося будівництво та модернізація на її території залізничних шляхів та шосейних доріг, що вели до стратегічних пунктів, розташованих уздовж радянського кордону з метою вчинити в майбутньому наступ на СРСР, створювався пояс укріплених районів, особливо на приморському напрямку, з'являлися військові аеродроми та склади, оборонні споруди, а в тилу споруджувалися великі заводи й арсенали, вздовж правого берегу Амуру та берегів Сунгарі виникли японські річкові порти та пристані. Активізувалися військові провокації на західних кордонах Маньчжурської держави — з МНР, що іноді мали характер відкритої розвідки. Японські розвідувальні групи нерідко заглиблювалися у монгольську територію, де готували вторгнення з боку Маньчжурської держави. Демонстративно провокаційні дії супроводжувалися активізацією антирадянської й антимонгольської пропаганди, що велася по радіо та в друкованих ЗМІ Японії і особливо Маньчжурії.
1936 року Японська імперія, Королівство Італія та Третій Рейх уклали агресивний Антикомінтернівський пакт, після чого з боку військового керівництва Японії почали здійснюватися спроби втягнути в цей пакт і Маньчжурську державу. Після таємної підготовки уряд Маньчжурії приєднався до пакту, а у лютому 1939 він підписав спеціальний Протокол щодо пролонгації Пакту проти Комінтерну ще на п'ять років.
З Японською імперією Маньчжурська держава підтримувала тісні союзні відносини до моменту її капітуляції та припинення свого існування у 1945. Економіка Маньчжурії трималася на японських капіталовкладеннях, а бойову міць забезпечувала Квантунська армія Японської імперії. Попри формально «дружні» відносини між двома державами, насправді японці на території Маньчжурії поводили себе як типовий окупаційний режим. Про це свідчить існування на території Маньчжурії бактеріологічного табору «Притулок», у якому ув'язнені перебували в нелюдських умовах, та загону 731, що займався розробкою бактеріологічної зброї.

## Економіка
У травні 1938 було прийнято п'ятирічний план економічного розвитку Маньчжурії, що передбачав інтенсивне будівництво військово-промислових об'єктів на її території. Перш за все мали бути розширені виробничі можливості промислових підприємств та вжиті заходи для збільшення обсягів сільськогосподарської продукції. Цей план мав сприяти швидшому зростанню обсягів виробництва промислової та сільськогосподарської продукції у 1937—1941 роках. На будівництво залізничних шляхів було витрачено 722 млн єн, шосейних доріг — 62 млн, обладнання зв'язку — 50 млн, на будівництво поселень для колоністів — 274 млн єн.
Реалізація планів розвитку Маньчжурії суттєво змінила соціально-економічні показники країни. Це пов'язано перш за все з високим рівнем японських капіталовкладень. З 1936 по 1945 японські капіталовкладення в Маньчжурії зросли вчетверо. При цьому мало місце реальне ввезення капіталу в Маньчжурію, речова форма якого була пов'язана перш за все з реалізацією планів індустріалізації Маньчжурії, тобто великою мірою ввозилося промислове й транспортне обладнання.
Активно розвивалося також сільське господарство, особливе значення надавалося розширенню посівів технічних культур, у зростанні виробництва яких також були зацікавлені японці. За роки війни виробництво бавовни подвоїлося, а виробництво цукрового буряку було збільшено вдесятеро. У значній кількості продовольство та сільськогосподарська сировина вивозилися до Японії.
Китайська буржуазія в роки війни не саботувала економічні заходи японської влади, намагаючись отримати свою частку від значних військових доходів. Збільшилися вкладення і в змішані підприємства, особливо в середній та дрібний бізнес.
У транспортній сфері та сфері зв'язку повністю домінував японський капітал, маньчжурські компанії туди майже не допускалися.
Зовнішня торгівля Маньчжурії також була монополізована японськими компаніями. Ці компанії самі встановлювали структуру експорту та безмитно ввозили текстильні товари, продовольство, хімічні добрива, машини, причому ціни на них були завищені. Натомість японці вивозили за низькими цінами сільськогосподарську та промислову сировину.
Прибутки японських компаній в Маньчжурії з року в рік зростали. Якщо у 1938 вони становили 53,4 млн. єн, то у 1941 зросли більш ніж удвічі й становили вже 132,7 млн єн.
Отже, спроба Японії перетворити Маньчжурію у свою військово-промислову базу принципово змінила соціально-економічний характер Північно-східної частини Китаю.

## Наркоманія яксоціальне явище

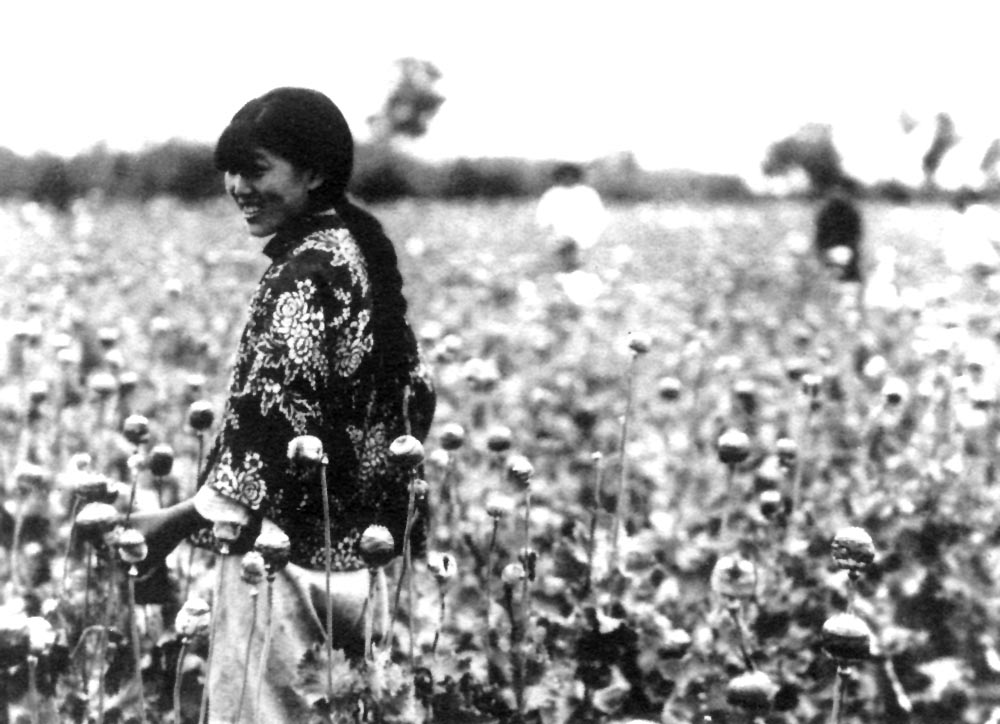
Вирощування опійного маку у Маньчжоу-го

Після створення Маньчжурської держави наркоманія почала поширюватися північним сходом Китаю, особливо в великих містах: на кожні 100 чоловік припадало п'ять курців опіуму. В одній з офіційних доповідей Міністерства внутрішніх справ Маньчжурії зазначалось, що з 30 млн жителів понад 9 млн. — постійні курці опіуму, причому 69 % усіх наркоманів — молоді люди віком до 30 років. За рахунок цього каса уряду Маньчжурської держави та японського казначейства щорічно поповнювалася на 500 млн доларів. Поширення наркоманії було свідомою та цілеспрямованою політикою: ще на початку 1933 вирішено для поповнення військових витрат проводити опіумну політику, а 11 квітня 1933 японський кабінет міністрів ухвалив рішення, що дозволяло вільне перевезення опіуму-сирцю з Кореї до Маньчжурії, оскільки останній катастрофічно бракувало власної сировини. Японці рекомендували маньчжурським фермерам відмовитися від посадки соєвих бобів, натомість вирощувати замість них опійний мак, з якого, окрім власне опіуму, виготовляли також морфій та героїн. Після таких рекомендацій площі, відведені для посівів опіумного маку, відчутно збільшилися. У 1936 в семи провінціях Маньчжурської держави було розширено площі під посіви опіумного маку, зросло його виробництво, а пізніше була юридично встановлена легальна монополія на спеціальний продаж опіуму.
Відправка опіуму до різних районів Китаю здійснювалася щоденними рейсами японських суден під виглядом «військових поставок». Там, де не було представників японського військового командування, наркотик пересилали на адресу японського консульства. Японські військові судна розвозили опіум по всьому китайському узбережжю, а військові катери річкового флоту Японії — великими ріками Китаю.
З часів окупації Маньчжурії Японською імперією почала формуватися розгалужена світова мережа наркомафії. Японська імперія не обмежувалася збутом наркотичних речовин тільки на території Маньчжурії та Республіки Китай — у значних кількостях наркотики продавали у Північній та Південній Америці, на Філіппінах, Яві, Суматрі, Борнео, а також у Малайзії, Австралії та Новій Зеландії.
У 1942 японська «Рада відродження Азії» провела «Конференцію з виробництва та споживанню опіуму в Китаї», на якій було ухвалено рішення, згідно з яким прикордонні райони Маньчжоу-го та Монголії повинні задовольняти потреби в опіумі «Сфери взаємного процвітання Великої Східної Азії». На підставі цього рішення площі опіумного маку в Маньчжурії збільшилися до 3000 гектарів. У 1944 прибутки від продажу опіуму зросли в 100 разів порівняно з початком існування Маньчжурської держави. Це було одним із головних фінансових джерел, скерованих на військові витрати Японської імперії та ведення нею агресивної війни.[3]

## Система нагород
У розбудові та функціонуванні Маньчжурської держави японська влада важливе місце відводила системі нагород як інструменту не тільки заохочення, а й управління політичною елітою країни. Але разом з тим ця система використовувалась японцями і «для власних потреб».
Зовнішній вигляд орденів Маньчжурської держави був розроблений професором Хата Сьокіті, який викладав у Токійському вищому технічному училищі, а виготовлялися вони в Кіото (за іншими даними — в м. Осака), звідки перевозилися до столиці Маньчжурії. Церемонії нагородження проводило командування Квантунської армії, а самі нагороди діставалися здебільшого японцям: ордени та медалі Маньчжурської держави вручалися членам японської імператорської родини, представникам вищої аристократії, численним японським чиновникам та радникам, що працювали в уряді Маньчжурії, офіцерам та рядовим солдатам Квантунської армії, а також чиновникам деяких місцевих адміністрацій Китайської республіки, що тісно співпрацювали з Маньчжурією. Нагородження інших іноземних громадян відбувалося доволі рідко.
Офіційно система нагород Маньчжурської держави брала свій початок із закону про ордени за заслуги та медалі, що був підготовлений японськими чиновниками та прийнятий 19 квітня 1934. Система нагород Маньчжурської держави була створена на кшталт японської: ордени поділялися на сім або вісім ступенів, в той час як китайська система передбачала дев'ять. Окрім цього, маньчжурські ордени були аналогічними японським: наприклад, японському ордену Хризантеми відповідав маньчжурський орден Орхідеї, ордену Вранішнього Сонця — орден Світлої хмари, а ордену Священного дзеркала — орден Опори держави, запроваджений едиктом Пуї 14 серпня 1936. Орден Опори держави мав вісім ступенів, а назву його було взято з китайської класичної історії. Коли було створено маньчжурський знак ордену Червоного хреста, то було повністю збережено пропорції відповідного японського знака, лише білу емаль замінили на червону.
Тим не менш існували й певні відмінності: наприклад, знаки вищих ступенів маньчжурського ордену Опори держави, як і знак ордена Орхідеї, були прикрашені перлинами. Крім того, в ордені Опори держави є також ще одна особливість — знаки його нижчих ступенів розрізнялися між собою лише числом та матеріалом планок, що прикріплювалися до орденської стрічки. Самі знаки були абсолютно однаковими, оскільки так їх було простіше виготовляти.
Медалі Маньчжурії також були аналогами японських. Наприклад, напад Квантунської армії на Монголію було відмічено маньчжурською медаллю, яка в усьому (крім деяких дрібних деталей) була копією японської медалі за війну проти Республіки Китай, розпочату в 1937 році. Однак були й винятки: медаль, що виготовлена зі срібла у вигляді букету квітів, належить до часів правління Пуї. Вона була виготовлена до візиту імператора Маньчжурської держави до Японської імперії, нею нагороджувалися в Токіо вищі японські чиновники та військовики Квантунської армії.[2][3]